# Adifenina
La adifenina es un fármaco inhibidor de receptores nicotínicos.